# ALSOK関東デリバリー
ALSOK関東デリバリー株式会社（英: ALSOK KANTO DELIVERY CO., LTD.）は、警備輸送業務を主業務としていた日本の警備会社で、綜合警備保障株式会社の100%子会社。東武デリバリー株式会社から警備輸送業務を会社分割で譲受する形で設立された。

## 概要
東武デリバリーは、1988年に警備業の認定を受け、以降東武鉄道グループにおける現金輸送業務や貴重品輸送業務を担ってきた。
東武デリバリーは2017年4月5日に、警備輸送業務を承継する新会社としてデリバリーサービス株式会社を設立したと同時に、同年7月3日付でデリバリーサービス全株式を綜合警備保障へ譲渡する契約を締結。デリバリーサービスは同年7月1日付で東武デリバリーから警備輸送業務を吸収分割で譲受し、デリバリーサービス全株式は予定通り同年7月3日付で綜合警備保障へ譲渡されたと同時に、商号をALSOK関東デリバリー株式会社へ変更した。
同年9月には東武デリバリーが本社所在地をALSOK関東デリバリーと同じ東京都足立区から埼玉県さいたま市に移転した。 
所有する車両は、東武デリバリーから引き継がれた車両は東武デリバリーカラーのTDCロゴを除去しALSOKロゴを貼り付けたものとなっている。譲受後に導入した車両や他のALSOKグループから転入した車両はグループ他社同様の白地に黒帯の車両だが文字が異なっている（「ALways Security OK」ではなく「ALSOK Kanto Delivery」）。
2025年4月1日付で綜合警備保障に吸収合併され、ALSOK関東デリバリーは解散した。

## 沿革
- 2017年（平成29年）
  - 4月5日 - 東武デリバリーがデリバリーサービスとして設立。
  - 7月1日 - 東武デリバリーから警備輸送業務を吸収分割で譲受。
  - 7月3日 - 株式譲渡により、綜合警備保障の100%子会社となると同時に、東武鉄道グループから離脱。商号をALSOK関東デリバリーへ変更。
- 2025年（令和7年）4月1日 - 綜合警備保障に吸収合併されて解散。

## 営業エリア
- 東京都
- 千葉県
- 神奈川県
- 栃木県
- 茨城県
- 群馬県